# Naranga denotata
Naranga denotata är en fjärilsart som beskrevs av W. Warren 1913. Naranga denotata ingår i släktet Naranga och familjen nattflyn. Inga underarter finns listade i Catalogue of Life.